# بئر العروس (يهر)

تعديل مصدري - تعديل

بئر العروس هي إحدى قرى عزلة يهر بمديرية يهر التابعة لمحافظة لحج، بلغ تعداد سكانها 29 نسمة حسب تعداد اليمن لعام 2004.